# Ducula concinna
Ducula concinna là một loài chim trong họ Columbidae.